# Menophra humeraria
Menophra humeraria är en fjärilsart som beskrevs av Moore 1867. Menophra humeraria ingår i släktet Menophra och familjen mätare. Inga underarter finns listade i Catalogue of Life.